# Список аеропортів Латвії
Інфраструктуру аеропортів та аеродромів Латвії утворюють офіційно сертифіковані АЦА Латвії 9 аеропортів та аеродромів (Адажі, Вентспілс, Даугавпілс, Ікшкіле, Лієпая, Лимбажі, Рига, Спілве, Цесіс і Юрмала), а також 8 вертодромів (Baltijas Helikopters, Centra Jaunzemji, Čiekuri, Klauģu muiža, Ludza AVP, M Sola, Nogale, Old City Heliport).
Міжнародний аеропорт «Рига» є єдиним аеропортом країни, що здійснює регулярні міжнародні рейси. Він є найбільшим аеропортом Латвії (обслуговує щорічно 5 млн осіб), а також найбільшим аеропортом серед балтійських країн, з нього виконуються прямі рейси до більш ніж 80 аеропортів у 30 країнах світу. Також це головний аеропорт авіакомпанії airBaltic. Останніми роками airBaltic також виконувала рейси до міжнародних аеропортів Лієпаї та Вентспілса, проте згодом ці рейси були скасовані. airBaltic знову почала здійснювати рейси до аеропорту Лієпаї у 2017 році.
Інші аеропорти у Латвії є здебільшого колишніми сільськогосподарськими аеродромами, базами ВПС СРСР, або аеродромами ДОСААФ; також існують три колишні водяні аеропорти або приватні аеродроми для малих літаків. Вони не є офіційно зареєстрованими та сертифікованими у державній авіаінфраструктурі, проте їх часто використовують для потреб авіаклубів (аеродром Цірави), в авіашоу (аеродром Дегумнієкі), для стрибків з парашутом та парапланеризму (аеродром Гріви). Деякі колишні аеродроми були перепродані, покинуті або демонтовані. Частину колишніх аеродромів використовують і для інших цілей (складування продуктів, автопробіги тощо), не пов'язаних із авіацією
Військове авіасполучення було започатковане у Латвійській Республіці 7 червня 1919 року за допомогою лише двох літаків. Згодом поступово у Ризі та за її межами розбудовувалися перші аеродроми та водні авіабази. Станом на 1940 рік латвійські ВПС мали 130 літаків на військових базах у Ризі та деяких інших містах країни.

## Перелік аеропортів та аеродромів
Перелік містить сертифіковані летовища згідно із документацією латвійського авіасполучення та Агентства цивільної авіації Латвії, а також закриті та історичні аеродроми із різних джерел.

### Сертифіковані летовища
Аеропорти, які є сертифікованими та які використовують регулярно або спорадично.
| Назва                              | Назва латиською мовою                    | Координати                                                              | Розташування                  | ICAOIATA | ЗПС               | ЗПС               | Статус                                       | Примітки                         |
| Назва                              | Назва латиською мовою                    | Координати                                                              | Розташування                  | ICAOIATA | ∡                 | Д×Ш               | Статус                                       | Примітки                         |
| ---------------------------------- | ---------------------------------------- | ----------------------------------------------------------------------- | ----------------------------- | -------- | ----------------- | ----------------- | -------------------------------------------- | -------------------------------- |
| Міжнародний аеропорт «Рига»        | Starptautiskā lidosta „Rīga“             | 56°55′25″ пн. ш. 23°58′16″ сх. д. / 56.923611° пн. ш. 23.971111° сх. д. | Марупський край               | EVRARIX  | 18/36             | 3200×45           | verweis=Instrumentenflug · verweis=Sichtflug | Міжнародний аеропорт «Рига»      |
| Аеродром Адажі                     | Ādažu lidlauks                           | 57°05′55″ пн. ш. 24°16′00″ сх. д. / 57.098611° пн. ш. 24.266667° сх. д. | Адазький край, Адажі          | EVAD     | 15/33             | 590×15            | verweis=Sichtflug                            | [ Примітка 1 ] [ 6 ] [ 7 ]       |
| Аеропорт Вентспілс                 | Ventspils lidosta                        | 57°21′28″ пн. ш. 21°32′39″ сх. д. / 57.35778° пн. ш. 21.54417° сх. д.   | Вентспілс                     | EVVAVNT  | 03/21             | 1298×32           | verweis=Sichtflug                            |                                  |
| Аеропорт Даугавпілс                | Daugavpils lidosta                       | 55°56′41″ пн. ш. 26°39′54″ сх. д. / 55.944722° пн. ш. 26.665° сх. д.    | Даугавпілський край, Лоцікі   | EVDADGP  | 02/20             | 2500×45 2000×40   | verweis=Sichtflug                            | Аеропорт Даугавпілс у 2012 році. |
| Аеродром Ікшкіле                   | Ikšķiles lidlauks                        | 56°48′57″ пн. ш. 24°31′34″ сх. д. / 56.8158° пн. ш. 24.5262° сх. д.     | Ікшкільський край, Ікшкіле    | EVPA     | 09/27             | 700×20            | verweis=Sichtflug                            |                                  |
| Аеропорт Лієпая                    | Starptautiskā lidosta «Liepāja»          | 56°31′03″ пн. ш. 21°05′49″ сх. д. / 56.5175° пн. ш. 21.096944° сх. д.   | Гробіньський край, Цімденієкі | EVLALPX  | 06/24             | 2000×40           | verweis=Instrumentenflug · verweis=Sichtflug | [ Примітка 2 ] [ 8 ] [ 9 ]       |
| Аеродром Лимбажі                   | Limbažu lidlauks                         | 57°29′06″ пн. ш. 24°40′20″ сх. д. / 57.485° пн. ш. 24.672222° сх. д.    | Лимбазький край, Лимбажі      | EVLI     | 16/34             | 712×30 400×20     | verweis=Sichtflug                            | [ Примітка 3 ]                   |
| Аеропорт Спілве                    | Spilves lidosta                          | 56°59′31″ пн. ш. 24°04′28″ сх. д. / 56.991944° пн. ш. 24.074444° сх. д. | Рига, Спілве                  | EVRS     | 14/32             | 1000×23           | verweis=Sichtflug                            |                                  |
| Аеродром Цесіс (новий)             | Cēsu lidlauks                            | 57°19′43″ пн. ш. 25°19′06″ сх. д. / 57.3285° пн. ш. 25.3183° сх. д.     | Прієкульський край, Вієстурі  | EVCA     | 03/21             | 800×30            | verweis=Sichtflug                            | [ Примітка 4 ]                   |
| Аеропорт Юрмала                    | Lidosta «Jūrmala» також „Tukuma lidosta“ | 56°56′33″ пн. ш. 23°13′26″ сх. д. / 56.9425° пн. ш. 23.223889° сх. д.   | Енгурський край, Тукумс       | EVJA     | 13/31             | 2502×45           | verweis=Sichtflug                            | [ Примітка 5 ] [ 10 ]            |
| Військово-повітряна база Лієлварде | Lielvārdes lidlauks                      | 56°46′42″ пн. ш. 24°51′12″ сх. д. / 56.778333° пн. ш. 24.853333° сх. д. | Огрський край, Лієлварде      | EVGA     | 18/36             | 2500×50           | Військовий                                   | [ Примітка 6 ] [ 9 ]             |
| AMO Plant                          | AMO Plant                                | 56°39′56″ пн. ш. 23°46′45″ сх. д. / 56.665556° пн. ш. 23.779167° сх. д. | Єлгава                        | EVAP     | verweis=Sichtflug | verweis=Sichtflug | verweis=Sichtflug                            | [ Примітка 7 ]                   |
| Baltijas Helikopters               | Baltijas Helikopters                     | 56°36′48″ пн. ш. 23°27′50″ сх. д. / 56.6133° пн. ш. 23.46389° сх. д.    | Єлгавський край, Накотне      | EVHB     | verweis=Sichtflug | verweis=Sichtflug | verweis=Sichtflug                            | [ 11 ]                           |
| Centra Jaunzemji                   | Centra Jaunzemji                         | 56°36′23″ пн. ш. 23°27′08″ сх. д. / 56.606389° пн. ш. 23.452222° сх. д. | Єлгавський край, Накотне      | EVJC     | verweis=Sichtflug | verweis=Sichtflug | verweis=Sichtflug                            |                                  |
| Čiekuri                            | Čiekuri                                  | 56°53′11″ пн. ш. 25°57′27″ сх. д. / 56.886389° пн. ш. 25.9575° сх. д.   | Мадонський край, Девена       | EVCS     | verweis=Sichtflug | verweis=Sichtflug | verweis=Sichtflug                            | [ Примітка 8 ]                   |
| Klauģu muiža                       | Klauģu muiža                             | 56°48′09″ пн. ш. 26°10′41″ сх. д. / 56.80254° пн. ш. 26.17815° сх. д.   | Мадонський край, Балтині      | EVKM     | verweis=Sichtflug | verweis=Sichtflug | verweis=Sichtflug                            | [ Примітка 9 ]                   |
| Ludza AVP                          | Ludza AVP                                | 56°31′16″ пн. ш. 27°41′39″ сх. д. / 56.521111° пн. ш. 27.694167° сх. д. | Лудзенський край              | EVLU     | verweis=Sichtflug | verweis=Sichtflug | verweis=Sichtflug                            | [ 12 ]                           |
| M Sola                             | M Sola                                   | 56°39′56″ пн. ш. 24°54′12″ сх. д. / 56.66556° пн. ш. 24.90333° сх. д.   | Лієлвардський край, Дзелмес   | EVSM     | verweis=Sichtflug | verweis=Sichtflug | verweis=Sichtflug                            | [ Примітка 10 ] [ 13 ]           |
| Old City Heliport                  | Old City Heliport                        | 56°57′24″ пн. ш. 24°05′45″ сх. д. / 56.9567° пн. ш. 24.0958° сх. д.     | Рига, Андрейсала              | EVOC     | verweis=Sichtflug | verweis=Sichtflug | verweis=Sichtflug                            | [ Примітка 11 ]                  |

Примітки
1. ↑  Наразі його використовує льотна школа:
  - Pilot school First Fly (англ.). firstfly.lv. Архів оригіналу за 15 січня 2021. Процитовано 16 жовтня 2020.
  - EVAD – Мы всегда по пути (англ.). airfield-adazi.lv. 24 лютого 2011. Архів оригіналу за 6 грудня 2021. Процитовано 15 жовтня 2020. [Архівовано 2021-12-06 у Wayback Machine.]
2. ↑  На території аеропорту також розташовується школа пілотів авіакомпанії airBaltic, наступниця школи Люфтваффе Лібау/Ґробін
3. ↑  Зараз слугує базою для парашутного спорту
  - Skydive Latvia (англ.). skydive.lv. Архів оригіналу за 27 січня 2021. Процитовано 18 жовтня 2020.
4. ↑  Аеродром із трав'яною смугою був збудований у 2006 році як комерційний аеродром лише у кількох сотнях метрів від старого аеродрому.Forgotten airfields (англ.). forgottenairfields.com. Процитовано 16 жовтня 2020.
5. ↑  Попередньо називався Тукумським аеропортом („Tukuma lidosta“)
6. ↑  Опорна база ВПС СРСР «Аеродром Лієлварде», збудована у 1970 році, була найбільшою серед країн Балтії та була передана ВПС Латвії у 1994 році; зараз це також опорна база НАТО.
  - Flugplatz Lielvārde, Lettland. mil-airfields.de. Архів оригіналу за 20 жовтня 2020. Процитовано 20 жовтня 2020.
  - 899th Fighter-Bomber Aviation Regiment (англ.). ww2.dk. 24 серпня 2018. Архів оригіналу за 18 жовтня 2020. Процитовано 18 жовтня 2020.
  - NATO reinforcements to arrive early 2017 (англ.). eng.lsm.lv. 8 вересня 2016. Архів оригіналу за 18 жовтня 2020. Процитовано 18 жовтня 2020.
  - История 899-й АПИБ а/д Лиелварде (рос.). aviamuseum.org. 26 липня 2011. Архів оригіналу за 24 жовтня 2020. Процитовано 20 жовтня 2020.
  - Лиелварде (аэродром) — Вики& (рос.). wiki2.info. 7 вересня 2014. Архів оригіналу за 21 жовтня 2020. Процитовано 20 жовтня 2020.
  - Aviācijas bāze (латис.). sargs.lv. 14 серпня 2020. Архів оригіналу за 19 січня 2021. Процитовано 20 жовтня 2020.
  - Aviācijas bāze (латис.). sargs.lv. 26 серпня 2015. Архів оригіналу за 21 жовтня 2020. Процитовано 20 жовтня 2020.
7. ↑  Зараз використовують як бізнес-вертодром
  - Tvnet/leta (6 вересня 2018). No «Amo Plant» izbrauc pirmais Latvijā ražotais autobuss (латис.). tvnet.lv. Архів оригіналу за 19 жовтня 2020. Процитовано 16 жовтня 2020.
8. ↑  Використовує готель Lido Kirsona Muiza Hotel Vestiena
  - Ķirsona muiža, viesnīca – Viesu nami Latvijā (латис.). viesunami.lv. 4 вересня 2015. Архів оригіналу за 22 січня 2021. Процитовано 16 жовтня 2020.
9. ↑  14 листопада російський політик та мільярдер Петро Авен зареєстрував фірму SIA „Klauģu muiža RE“, а у 2017 році був збудований футуристичний маєток Клаугі у Клаугюлеї Мадонського краю. Архітектурний комплекс на березу озера Клаугі складається із житлового приміщення, гостьового дому, лазні та вертодрому.
  - Kristina Blaua (17 листопада 2019). FOTO: Krievu miljardieris Avens reģistrējis lepno Klauģu muižu kā uzņēmumu (латис.). topraksti.lv. Архів оригіналу за 17 жовтня 2020. Процитовано 17 жовтня 2020.
10. ↑  Також використовують для спортивних літаків
11. ↑  Вертодром розміщений безпосередньо на поромній платформі
  - Riga Robinson R-44 (латис.). aviofoto.lv. Процитовано 18 жовтня 2020.
  - Raivis Šveicars (15 червня 2016). Heliports bagātniekiem un glābējiem (латис.). la.lv. Архів оригіналу за 18 червня 2016. Процитовано 18 жовтня 2020.

### Колишні аеродроми
Декотрі з колишніх аеродромів мають лише історичне значення і більше не можуть використовуватися для авіаційного сполучення. Часто це колишні військово-повітряні бази часів світових війн, покинуті після здобуття Латвією незалежності аеродроми ВПС СРСР або низка сільськогосподарських аеродромів, які після приватизації сільського господарства не можуть утримуватися з економічних причин.
| Аеродром       | Назва латиською мовою  | Координати                                                              | Розташування                        | ICAO | ЗПС               | ЗПС           | Примітки                 |
| Аеродром       | Назва латиською мовою  | Координати                                                              | Розташування                        | ICAO | ∡                 | Д×Ш           | Примітки                 |
| -------------- | ---------------------- | ----------------------------------------------------------------------- | ----------------------------------- | ---- | ----------------- | ------------- | ------------------------ |
| Айзпуте        | Aizputes lidlauks      | 56°41′49″ пн. ш. 21°37′44″ сх. д. / 56.696944° пн. ш. 21.628889° сх. д. | Айзпутенський край, Айзпуте         | EVAA | 15/33             | 400×20        | [ Примітка 1 ]           |
| Акністе        | Aknīstes lidlauks      | 56°09′33″ пн. ш. 25°46′16″ сх. д. / 56.159167° пн. ш. 25.771111° сх. д. | Акністський край, Акністе           |      | 11/29             | 400×20        | [ Примітка 2 ]           |
| Алоя           | Alojas lidlauks        | 57°46′30″ пн. ш. 24°53′13″ сх. д. / 57.775° пн. ш. 24.886944° сх. д.    | Алойський край, Алоя                |      | 01/19             | 400×20        | [ Примітка 3 ]           |
| Аудрині        | Audriņu lidlauks       | 56°34′29″ пн. ш. 27°11′59″ сх. д. / 56.574722° пн. ш. 27.199722° сх. д. | Резекненський край, Аудрині         |      | 06/24             | 400×20        | [ Примітка 4 ]           |
| Аугсткалне     | Augstkalnes lidlauks   | 56°24′47″ пн. ш. 23°19′10″ сх. д. / 56.4131° пн. ш. 23.3195° сх. д.     | Терветський край, Ауґсткалне        | EVMA | 06/24             | 400×20        | [ Примітка 5 ]           |
| Балві          | Balvu lidlauks         | 57°04′16″ пн. ш. 27°14′26″ сх. д. / 57.071111° пн. ш. 27.240556° сх. д. | Балвський край, Балві               |      | 03/21             | 500×30        | [ Примітка 6 ]           |
| Баркава        | Barkavas lidlauks      | 56°45′00″ пн. ш. 26°35′52″ сх. д. / 56.75° пн. ш. 26.597778° сх. д.     | Мадонський край, Баркава            |      | 14/32             | 400×20        | [ Примітка 7 ]           |
| Берзе          | Bērzes lidlauks        | 56°40′53″ пн. ш. 23°27′48″ сх. д. / 56.681389° пн. ш. 23.463333° сх. д. | Добельський край, Берзе             |      | 08/26             | 425×20        | [ Примітка 8 ]           |
| Біржі          | Biržu lidlauks         | 56°24′16″ пн. ш. 25°47′46″ сх. д. / 56.404444° пн. ш. 25.796111° сх. д. | Сальський край, Біржі               |      | 02/20             | 400×20        |                          |
| Бірзґале       | Birzgales lidlauks     | 56°38′26″ пн. ш. 24°44′00″ сх. д. / 56.640556° пн. ш. 24.733333° сх. д. | Кегумський край, Бірзґале           |      | 09/27             | 400×20        |                          |
| Вайньоде       | Vaiņodes lidlauks      | 56°24′18″ пн. ш. 21°53′12″ сх. д. / 56.405° пн. ш. 21.886667° сх. д.    | Вайньодський край, Вайньоде         | EVFA | 08/26             | 2500×60       | [ Примітка 9 ]           |
| Валґунде       | Valgundes lidlauks     | 56°46′17″ пн. ш. 23°39′09″ сх. д. / 56.771389° пн. ш. 23.6525° сх. д.   | Єлгавський край, Валґунде           |      | 07/25 27/29 18/36 | 660 700 580   |                          |
| Валміера       | Valmieras lidlauks     | 57°33′32″ пн. ш. 25°26′40″ сх. д. / 57.55885° пн. ш. 25.44439° сх. д.   | Буртнієкський край, Валміера        |      | 16/34             | 400×20        |                          |
| Варкава        | Vārkavas lidlauks      | 56°14′19″ пн. ш. 26°31′56″ сх. д. / 56.2387° пн. ш. 26.5322° сх. д.     | Варкавський край, Вецваркава        |      | 04/22             | 400×20        |                          |
| Варме          | Vārmes lidlauks        | 56°53′05″ пн. ш. 22°12′44″ сх. д. / 56.88463° пн. ш. 22.2121° сх. д.    | Кулдизький край, Вецварме           |      | 04/22             | 400×20        |                          |
| Вецбебрі       | Vecbebru lidlauks      | 56°43′13″ пн. ш. 25°27′26″ сх. д. / 56.7203° пн. ш. 25.4571° сх. д.     | Кокнеський край, Вецбебрі           |      | 09/27             | 400×20        | [ Примітка 10 ]          |
| Віляни         | Viļānu lidlauks        | 56°35′34″ пн. ш. 26°56′36″ сх. д. / 56.592778° пн. ш. 26.943333° сх. д. | Вілянський край, Віляни             |      | 15/33             | 400×20        |                          |
| Вітрупе        | Vitrupes lidlauks      | 57°38′51″ пн. ш. 24°23′32″ сх. д. / 57.6476° пн. ш. 24.3922° сх. д.     | Салацгривський край, Вітрупе        |      | 07/25             | 450×20        |                          |
| Вішкі          | Višķu lidlauks         | 56°02′11″ пн. ш. 26°47′36″ сх. д. / 56.0365° пн. ш. 26.7932° сх. д.     | Даугавпілський край, Вішкі          |      | 08/26             | 400×20        |                          |
| Ґауїена        | Gaujienas lidlauks     | 57°28′22″ пн. ш. 26°26′26″ сх. д. / 57.472778° пн. ш. 26.440556° сх. д. | Апський край, Ґауїена               |      | 18/36             | 400×20        | [ Примітка 11 ]          |
| Ґренцтале      | Grenctāles lidlauks    | 56°18′59″ пн. ш. 24°20′06″ сх. д. / 56.316389° пн. ш. 24.335° сх. д.    | Бауський край, Ґренцтале            |      | 10/28             | 400×20        | [ Примітка 12 ] [ 14 ]   |
| Ґріва          | Grīvas lidlauks        | 55°53′ пн. ш. 26°28′ сх. д. / 55.89° пн. ш. 26.46° сх. д.               | Даугавпілський край, Ґріва          | EVBA | 14/32             | 830×90        | [ Примітка 13 ]          |
| Ґудениекі      | Gudenieku lidlauks     | 56°54′11″ пн. ш. 21°38′20″ сх. д. / 56.903° пн. ш. 21.639° сх. д.       | Кулдизький край, Ґудениекі          |      | 07/25             | 400×20        | [ Примітка 14 ]          |
| Деґумниекі     | Degumnieku lidlauks    | 56°48′16″ пн. ш. 26°46′15″ сх. д. / 56.8044° пн. ш. 26.7707° сх. д.     | Мадонський край, Деґумниекі         |      | 03/21             | 400×20        |                          |
| Добеле         | Dobeles lidlauks       | 56°40′34″ пн. ш. 23°18′45″ сх. д. / 56.676111° пн. ш. 23.3125° сх. д.   | Добельський край, Добеле            |      | 01/19             | 400×20        |                          |
| Дріцани        | Dricānu lidlauks       | 56°39′45″ пн. ш. 27°10′41″ сх. д. / 56.6625° пн. ш. 27.178056° сх. д.   | Резекненський край, Дріцани         |      | 13/31             | 300×20        |                          |
| Дундаґа        | Dundagas lidlauks      | 57°29′59″ пн. ш. 22°24′07″ сх. д. / 57.499722° пн. ш. 22.401944° сх. д. | Дундазький край, Дундаґа            |      | 18/36             | 400×20        |                          |
| Дурбе          | Durbes lidlauks        | 56°35′17″ пн. ш. 21°19′44″ сх. д. / 56.588056° пн. ш. 21.328889° сх. д. | Дурбський край, Дурбе               |      | 04/22             | 400×20        |                          |
| Дурбе          | Durbes lidlauks        | 56°36′56″ пн. ш. 21°21′51″ сх. д. / 56.61549° пн. ш. 21.36428° сх. д.   | Дурбський край, озеро Дурбес        |      |                   |               | [ Примітка 15 ]          |
| Дзербене       | Dzērbenes lidlauks     | 57°10′10″ пн. ш. 25°40′38″ сх. д. / 57.16943° пн. ш. 25.67714° сх. д.   | Вецпієбалзький край, Дзербене       |      | 16/34             | 400×20        |                          |
| Елея           | Elejas lidlauks        | 56°28′33″ пн. ш. 23°41′56″ сх. д. / 56.475833° пн. ш. 23.698889° сх. д. | Єлгавський край, Елея               |      | 01/19             | 400×20        |                          |
| Езере          | Ezeres lidlauks        | 56°24′15″ пн. ш. 22°20′16″ сх. д. / 56.404167° пн. ш. 22.337778° сх. д. | Салдуський край, Езере              |      | 14/32             | 900×20        |                          |
| Єкабпілс       | Jēkabpils lidlauks     | 56°32′06″ пн. ш. 25°53′30″ сх. д. / 56.535° пн. ш. 25.891667° сх. д.    | Крустпілський край, Крустпілс       | EVKA | 07/25             | 2000×40       |                          |
| Єлгава         | Jelgavas lidlauks      | 56°40′18″ пн. ш. 23°41′21″ сх. д. / 56.6716° пн. ш. 23.6893° сх. д.     | Єлгава, Лапскални                   | EVEA | 09/27             | 2500×45800×20 | [ Примітка 16 ]          |
| Жоцене         | Žocenes lidlauks       | 57°31′58″ пн. ш. 22°41′57″ сх. д. / 57.532778° пн. ш. 22.699167° сх. д. | Ройський край, Жоцене               |      | 15/33             | 600×40        |                          |
| Зайцева        | Zaicevas lidlauks      | 57°28′06″ пн. ш. 27°30′32″ сх. д. / 57.468333° пн. ш. 27.508889° сх. д. | Алуксненський край, Зайцева-Чистиґі |      | 06/24             | 400×20        |                          |
| Залєниекі      | Zaļenieku lidlauks     | 56°32′49″ пн. ш. 23°32′05″ сх. д. / 56.5470° пн. ш. 23.5346° сх. д.     | Єлгавський край, Залєниекі          |      | 04/22             | 400×20        |                          |
| Заса           | Zasas lidlauks         | 56°16′24″ пн. ш. 26°02′04″ сх. д. / 56.27333° пн. ш. 26.03444° сх. д.   | Єкабпілський край, Заса             |      | 10/28             | 400×20        |                          |
| Індра          | Indras lidlauks        | 55°52′10″ пн. ш. 27°30′42″ сх. д. / 55.869444° пн. ш. 27.511667° сх. д. | Краславський край, Індра            |      | 13/31             | 400×20        |                          |
| Ірлава         | Irlavas lidlauks       | 56°50′13″ пн. ш. 23°01′14″ сх. д. / 56.836944° пн. ш. 23.020556° сх. д. | Тукумський край, Ірлава             |      | 02/20             | 400×20        |                          |
| Кєкава         | Ķekavas lidlauks       | 56°48′41″ пн. ш. 24°16′44″ сх. д. / 56.811389° пн. ш. 24.278889° сх. д. | Кекавський край, Одукалнс           |      | 09/27             | 520×20        | ренатурований            |
| Ликсна         | Līksnas lidlauks       | 56°02′34″ пн. ш. 26°22′09″ сх. д. / 56.042778° пн. ш. 26.369167° сх. д. | Даугавпілський край, Ликсна         |      | 18/36             | 400×20        |                          |
| Лубе           | Lubes lidlauks         | 57°26′24″ пн. ш. 22°35′04″ сх. д. / 57.44° пн. ш. 22.584444° сх. д.     | Талсинський край, Ошциемс           |      | 14/32             | 400×20        |                          |
| Мадлиена       | Madlienas lidlauks     | 56°47′32″ пн. ш. 25°07′24″ сх. д. / 56.792222° пн. ш. 25.123333° сх. д. | Огрський край, Мадлиена             |      | 09/27             | 400×20        |                          |
| Малнава        | Malnavas lidlauks      | 56°46′02″ пн. ш. 27°42′52″ сх. д. / 56.7672° пн. ш. 27.7144° сх. д.     | Карсавський край, Малнава           |      | 03/21             | 400×20        | [ Примітка 17 ]          |
| Матиші         | Matīšu lidlauks        | 57°41′14″ пн. ш. 25°09′57″ сх. д. / 57.687222° пн. ш. 25.165833° сх. д. | Буртниекський край, Матиші          |      | 03/21             | 400×20        |                          |
| Малпілс        | Mālpils lidlauks       | 57°02′43″ пн. ш. 24°56′46″ сх. д. / 57.045278° пн. ш. 24.946111° сх. д. | Малпільський край, Малпілс          | EVMP | 18/36             | 400×20        |                          |
| Марснені       | Mārsnēnu lidlauks      | 57°23′15″ пн. ш. 25°30′34″ сх. д. / 57.3875° пн. ш. 25.509444° сх. д.   | Пріекульський край, Валміера        |      | 16/34             | 2200×50       |                          |
| Межаре         | Mežāres lidlauks       | 56°30′51″ пн. ш. 26°15′27″ сх. д. / 56.5143° пн. ш. 26.2576° сх. д.     | Крустпілський край, Межаре          |      | 01/19             | 400×20        |                          |
| Накотне        | Nākotnes lidlauks      | 56°36′54″ пн. ш. 23°28′45″ сх. д. / 56.615° пн. ш. 23.479167° сх. д.    | Єлгавський край, Накотне            |      | 10/28             | 500×30        | (покинутий)              |
| Нерета         | Neretas lidlauks       | 56°13′19″ пн. ш. 25°17′58″ сх. д. / 56.22187° пн. ш. 25.2995° сх. д.    | Неретський край, Нерета             |      | 05/23             | 340×30        | [ Примітка 18 ]          |
| Окте           | Oktes lidlauks         | 57°16′01″ пн. ш. 22°49′00″ сх. д. / 57.26689° пн. ш. 22.81667° сх. д.   | Талсинський край, Окте              |      | 17/35             | 400×20        |                          |
| Палсмане       | Palsmanes lidlauks     | 57°20′27″ пн. ш. 26°10′01″ сх. д. / 57.340833° пн. ш. 26.166944° сх. д. | Смілтенський край, Кємпес           |      | 05/23             | 400×20        |                          |
| Пелчі          | Pelču lidlauks         | 56°53′32″ пн. ш. 21°57′01″ сх. д. / 56.892222° пн. ш. 21.950278° сх. д. | Кулдизький край, Слипиньциемс       |      | 07/25             | 400×20        |                          |
| Пенкуле        | Penkules lidlauks      | 56°28′30″ пн. ш. 23°11′24″ сх. д. / 56.475° пн. ш. 23.19° сх. д.        | Добельський край, Пенкуле           |      | 09/27             | 400×20        |                          |
| Пілскалне      | Pilskalnes lidlauks    | 56°15′02″ пн. ш. 25°10′28″ сх. д. / 56.25056° пн. ш. 25.17447° сх. д.   | Неретський край, Пілскалне          |      | 04/22             | 400×20        |                          |
| Плані          | Plāņu lidlauks         | 57°33′28″ пн. ш. 25°50′14″ сх. д. / 57.557778° пн. ш. 25.837222° сх. д. | Стренчський край, Казруньґіс        |      | 06/24             | 400×20        | [ Примітка 19 ]          |
| Праулиена      | Praulienas lidlauks    | 56°51′06″ пн. ш. 26°18′57″ сх. д. / 56.8516° пн. ш. 26.3157° сх. д.     | Мадонський край, Праулиена          |      | 10/28             | 400×20        |                          |
| Прієкуле       | Priekules lidlauks     | 56°25′46″ пн. ш. 21°34′43″ сх. д. / 56.429444° пн. ш. 21.578611° сх. д. | Пріекульський край, Пріекуле        |      | 12/30             | 400×30        | [ Примітка 20 ]          |
| Раґана         | Raganas lidlauks       | 57°12′10″ пн. ш. 24°45′11″ сх. д. / 57.202778° пн. ш. 24.753056° сх. д. | Крімулдський край, Раґана           |      | 07/25             | 400×20        |                          |
| Резекне        | Rēzeknes lidlauks      | 56°33′23″ пн. ш. 27°12′47″ сх. д. / 56.556389° пн. ш. 27.213056° сх. д. | Резекненський край, Куцині          | EVNA | 05/23             | 1300×40       |                          |
| Рожупе         | Rožupes lidlauks       | 56°21′05″ пн. ш. 26°20′08″ сх. д. / 56.3515° пн. ш. 26.3355° сх. д.     | Ливанський край, Рожупе-Вілменієші  |      | 08/26             | 400×20        |                          |
| Румбула        | Rumbulas lidlauks      | 56°53′00″ пн. ш. 24°13′36″ сх. д. / 56.883333° пн. ш. 24.226667° сх. д. | Рига, Румбула                       | EVRC | 12/30             | 2000×60       |                          |
| Рундале        | Rundāles lidlauks      | 56°25′19″ пн. ш. 23°58′39″ сх. д. / 56.421944° пн. ш. 23.9775° сх. д.   | Рундальський край, Рундале          |      | 07/25             | 400×20        |                          |
| Салдус         | Saldus lidlauks        | 56°41′32″ пн. ш. 22°28′12″ сх. д. / 56.692222° пн. ш. 22.47° сх. д.     | Салдуський край, Салдус             |      | 07/25             | 400×20        | [ Примітка 21 ]          |
| Скрунда        | Skrundas lidlauks      | 56°41′00″ пн. ш. 22°00′00″ сх. д. / 56.68343° пн. ш. 22° сх. д.         | Скрундський край, Рунайші           |      | 06/24             | 400×20        |                          |
| Слампе         | Slampes lidlauks       | 56°50′48″ пн. ш. 23°16′02″ сх. д. / 56.846667° пн. ш. 23.267222° сх. д. | Тукумський край, Слампе             |      | 11/29             | 400×20        |                          |
| Стабулнієкі    | Stabulnieku lidlauks   | 56°25′21″ пн. ш. 26°43′44″ сх. д. / 56.42262° пн. ш. 26.72891° сх. д.   | Рієбіньський край, Стабулниекі      |      | 09/27             | 400×20        |                          |
| Сталбе         | Stalbes lidlauks       | 57°22′48″ пн. ш. 25°00′41″ сх. д. / 57.3801° пн. ш. 25.0115° сх. д.     | Паргауйський край, Сталбе-Кірші     |      | 08/26             | 400×20        |                          |
| Старі          | Staru lidlauks         | 57°06′10″ пн. ш. 26°44′01″ сх. д. / 57.10282° пн. ш. 26.73372° сх. д.   | Гулбенський край, Старі-Дрейні      |      | 15/33             | 400×20        |                          |
| Стрелниекі     | Strēlnieku lidlauks    | 56°30′30″ пн. ш. 24°04′38″ сх. д. / 56.508333° пн. ш. 24.077222° сх. д. | Бауський край, Стрелниекі           |      | 09/27             | 630×30        |                          |
| Талси          | Talsu lidlauks         | 57°15′17″ пн. ш. 22°33′58″ сх. д. / 57.254722° пн. ш. 22.566111° сх. д. | Талсинський край, Талси             | EVTE | 03/21             | 400×20        | Talsu lidlauka skrejceļš |
| Цесіс (старий) | Cēsu lidlauks          | 57°19′20″ пн. ш. 25°19′20″ сх. д. / 57.3222° пн. ш. 25.3223° сх. д.     | Пріекульський край, Спріґулі        |      | 06/24             | 800×20        | [ Примітка 22 ]          |
| Цірава         | Cīravas lidlauks       | 56°44′16″ пн. ш. 21°21′35″ сх. д. / 56.737778° пн. ш. 21.359722° сх. д. | Айзпутенський край, Цірава          | EVIA | 13/31             | 800×20        | [ Примітка 23 ]          |
| Яункалснава    | Jaunkalsnavas lidlauks | 56°42′28″ пн. ш. 25°54′49″ сх. д. / 56.707778° пн. ш. 25.913611° сх. д. | Мадонський край, Яункалснава        |      | 04/22             | 400×20        |                          |

Примітки
1. ↑  Аеродром був збудований за часів СРСР у 1975–1985 рр. і його використовував державний Аерофлот для сільськогосподарських цілей. Він перебуває у доволі доброму стані та досі використовується як парковка та склади.
  - Forgotten airfields (англ.). forgottenairfields.com. Архів оригіналу за 17 жовтня 2020. Процитовано 16 жовтня 2020.
2. ↑  Територію наразі використовує один із німецьких виробників торфу.
3. ↑  Зараз використовується як вулиця.
4. ↑  Аеродром був збудований у 1975–1985 рр. для сільськогосподарських цілей. Він складався із невеликої злітно-посадкової смуги та середньої величини перону перед ЗПП. 2012 року аеродром був оголошений недоступним; згідно із знімками аерофотозйомок, аеродром розташований посеред лісу та поступово заростає травою. Для загального авіасполучення він закритий.
  - Forgotten airfields (англ.). forgottenairfields.com. Архів оригіналу за 19 жовтня 2020. Процитовано 16 жовтня 2020.
5. ↑  Аеродром був збудований у 1975–1985 рр. для сільськогосподарських цілей. Він складався із невеликої злітно-посадкової смуги, середньої величини перону та схожої на ангар будівлі на південний схід від ЗПП. Управління державної авіації Латвії описує стан аеродрому як «досить добрий», проте станом на 2013 рік він був вже «середнім». Аеродром належить волості Ауґсткалне, хоча і є закритим для авіасполучення.
  - Forgotten airfields (англ.). forgottenairfields.com. Архів оригіналу за 28 жовтня 2020. Процитовано 16 жовтня 2020.
6. ↑  Колишній сільськогосподарський аеродром складався із невеликої злітно-посадної смуги, трьох рульових доріжок та середньої величини перону на північний схід від ЗПП. Цей аеродром відрізняється від подібних тим, що є одним із лише двох сільськогосподарських аеродромів, які мають більшу на 25% ЗПП (другим є аеродром Накотне).
  - Forgotten airfields (англ.). forgottenairfields.com. Архів оригіналу за 17 жовтня 2020. Процитовано 16 жовтня 2020.
7. ↑  Травень 2017: колишній сільськогосподарський аеродром у відносно доброму стані, оточений рівними полями та чистими під'їздами. ЗПП, що має низку заріслих травою ділянок, також досить рівна. Аеродром наразі закритий для авіасполучення.
  - Forgotten airfields (англ.). forgottenairfields.com. Архів оригіналу за 20 жовтня 2020. Процитовано 16 жовтня 2020.
8. ↑  Повністю заріс травою.
9. ↑  Аеродром розташований на відстані лише 4 км від литовського кордону. Вже у 1906 році був побудований німецький елінг Вайньоде, який за умовами Версальського договору відійшов до Латвії. Колишні елінги військових дирижаблів місто Рига викупило у 1924 році та використало їх для спорудження центрального ринку Риги. Територію колишньої бази дирижаблів надалі також використовували у військових цілях, напр. під час Другої світової війни. Після її закінчення радянська армія обладнала тут військову базу для атомних ракет. Після виходу радянських військ база була покинута і відтоді зруйнована.
  - Случайно наткнулся на симпатичный сайт эйршипера (рос.). langenberg.livejournal.com. 2 квітня 2000. Архів оригіналу за 24 жовтня 2020. Процитовано 19 жовтня 2020.
10. ↑  Широка асфальтована дорога перебуває у відносно доброму стані. Аеродром збудований за часів СРСР і його використовували у сільськогосподарських цілях. Наразі використовується як місце для сільськогосподарських складів.
11. ↑  Розташований близько до естонського кордону (6,5 км), тому авіасполучення заборонене.
12. ↑  Збудований за часів СРСР та використовувався у сільськогосподарських цілях. За останній час був майже повністю зруйнований. Одна його частина булв відділена для прокладення залізниці Rail Baltica, оскільки колія мала пройти по самій колишній ЗПП. Ґренцтале розташована у 1,7 км від нинішнього литовського кордону. Через зручне розташування на кордоні та неподалік від Риги у 2011 році тут планували розбудувати свій філіал Ryanair, проте проєкт був скасований.
  - «Ryanair» Bauskas novadā būvēs savu lidlauku (латис.). bauskasdzive.lv. Архів оригіналу за 3 лютого 2020. Процитовано 17 жовтня 2020. [Архівовано 2020-02-03 у Wayback Machine.]
13. ↑  Зараз використовується для стрибків із парашутом.
  - Skydiving Daugavpils, Latvia – Daugavpils DropZone (англ.). dropzone.lv. Архів оригіналу за 22 січня 2021. Процитовано 17 жовтня 2020.
14. ↑  Збудований за часів СРСР та використовувався для сільськогосподарських цілей; відомий також як аеродром Біржі. Територію аеродрому з певного часу використовує лісопереробна компанія First Forest International. До 2010 року аеродром був непридатним для використання, його ЗПП слугувала для складів, але відтоді він був повністю відновлений. 19 березня 2012 року йому був наданий статус «доброго». Хоча аеродром був закритий для загального авіасполучення, його все ж таки використовують для польотів.
  - Gudenieki (англ.). Forgotten Airfields. Архів оригіналу за 17 жовтня 2020. Процитовано 17 жовтня 2020.
15. ↑  На східному узбережжі озера Дурбес знаходився водний аеродром, збудований у 1939—1941 рр. Зараз це місце закрите, лишилися лише його залишки, зокрема бетонні плити на узбережжі озера.
  - Wasserflugplatz Durbe, Lettland. mil-airfields.de. Архів оригіналу за 21 жовтня 2020. Процитовано 18 жовтня 2020.
  - Durbes hidroplanu bazes vieta (англ.). Lauku celotajs. Процитовано 18 жовтня 2020.
16. ↑  Аеродром був збудований у 1938 році[джерело?] і був частиною першої оборонної лінії СРСР. Єлгава була резервом для бази „Тукумського аеродрому“ з однією ЗПП. Опорна база ВПС планувалася на випадок надзвичайних ситуацій (війни) та використовувалася для вертольотів та окремих легких літаків. Наприкінці 1980-х рр. ЗПП була розширена для використання також реактивних літаків. Після розпаду СРСР аеродром здебільшого використовував Ризький аероклуб для стрибків з парашутом, а також він був задіяний у загальному повітряному сполученні. Аеродром при побудові мав ЗПП завдовжки 2500 м, але після приватизації аеропорту її скоротили до 800 м. На частині території споруджено «Зооаеропорт», де виставлені старі літаки, прикрашені у вигляді тварин.
  - Jelgava Air Base (англ.). forgotten Airfields. Архів оригіналу за 17 жовтня 2020. Процитовано 17 жовтня 2020.
  - http://militera.lib.ru/h/hazanov_db2/03.html (рос.). militera.lib.ru. Архів оригіналу за 18 жовтня 2020. Процитовано 17 жовтня 2020. {{cite web}}: Зовнішнє посилання в |title= (довідка)
  - Duncan Monk (4 лютого 2018). Jurmala Airport Air Zoo - AeroResource (англ.). aeroresource.co.uk. Архів оригіналу за 30 листопада 2020. Процитовано 19 жовтня 2020.
  - Tours at the airport — Jurmala Airport (англ.). jurmalaairport.com. Архів оригіналу за 25 лютого 2021. Процитовано 19 жовтня 2020. {{cite web}}: Cite має пустий невідомий параметр: |datum= (довідка)
17. ↑  Розташований на кордоні з Росією. Збудований за радянських часів та використовувався для сільськогосподарських цілей. Згодом тут була облаштована траса для автокросу, оскільки авіаперельоти у прикордонній зоні заборонені.
  - MyAirfields (англ.). myairfields.com. 1 жовтня 2020. Архів оригіналу за 20 жовтня 2020. Процитовано 18 жовтня 2020.
18. ↑  Приватний виведений з експлуатації аеродром, розташований у 2 км на північний захід від села Нерета та у 5 км на північний схід від кордону з Литвою. Поросла травою ЗПП придатна лише для ультралегких літаків. Наразі ним володіє об'єднання спортивної стрільби «Saules sporta klubs». Біля ЗПП є траса для мотоспорту.
19. ↑  Наразі використовується для дрег-рейсінгу.
  - Dragrace Kazruņģis - Hundewiese. de.foursquare.com. 15 липня 2020. Архів оригіналу за 21 жовтня 2020. Процитовано 18 жовтня 2020.
20. ↑  Перший аеродром був збудований у 1939 році згідно із базовою угодою між латвійським урядом та СРСР. Після Другої світової війни аеродром використовувався здебільшого для сільськогосподарських цілей. Наразі використовують лише для маленьких літаків, проте для фестивалю «Ікарус» проводять оглядові польоти.
  - Ikara svētki Priekulē (латис.). liepajniekiem.lv. 8 серпня 2012. Архів оригіналу за 18 жовтня 2020. Процитовано 18 жовтня 2020.
21. ↑  Зараз використовується як траса для мотокросу.
  - Gatis Krastiņš (22 вересня 2020). Biedrība EVE autosports (латис.). eveautosports.lv. Архів оригіналу за 30 листопада 2020. Процитовано 19 жовтня 2020.
22. ↑  Аеродром збудований у 1960-х рр. та використовувався для польотів ДОСААФ. Складається з великого аеродрому, середньої величину перону та низки ангарів на північний схід від ЗПП. 2010 року аеропорт був визнаний придатним для використання. Його активно використовує авіаклуб, хоча лише у кілька сотнях метрів на південний схід був збудований новий аеродром.
  - Forgotten airfields (англ.). forgottenairfields.com. Архів оригіналу за 17 жовтня 2020. Процитовано 16 жовтня 2020.
23. ↑  Аеродром був збудований під час Другої світової війни для німецьких Люфтваффе, які евакуювали аеродром 4—5 травня 1945 року. Після війни аеродром використовували для навчань ДОСААФу. Він складається із середньої величини бетонної ЗПП з паралельною трав'яною посадковою полосою та рульової доріжки до середньої величини перону на схід від ЗПП. Також є рульова доріжка до ще одного перону на північному сході. Аеродром класифікується як «досить добрий». Попри те, що він офіційно закритий для загального авіасполучення, його активно використовує місцевий аероклуб для стрибків з парашутом, планеризму та інших завдань, пов'язаних з авіацією.
  - Forgotten airfields (англ.). forgottenairfields.com. Архів оригіналу за 19 жовтня 2020. Процитовано 16 жовтня 2020. Kurzemes Avioklubs (латис.). airclub.lv. Архів оригіналу за 19 жовтня 2020. Процитовано 16 жовтня 2020.